# Équipe d'Ukraine féminine de hockey sur glace
Cet article traite de l'équipe féminine. Pour l'équipe masculine, voir Équipe d'Ukraine de hockey sur glace.
L'équipe d'Ukraine féminine de hockey sur glace est la sélection nationale de l'Ukraine regroupant les meilleures joueuses ukrainiennes de hockey sur glace féminin lors des compétitions internationales. Elle est sous la tutelle de la Fédération ukrainienne de hockey sur glace. L'Ukraine est classée 38e sur 42 équipes au classement IIHF 2021 .

## Résultats

### Jeux olympiques
L'équipe féminine d'Ukraine n'a jamais participé au tournoi olympique de hockey sur glace.

### Championnats du monde
L'Ukraine participe au championnat du monde pour la première fois en 2019, dans la poule de Qualification pour la Division IIB qui est la plus basse des 6 divisions.
- 2019 — Trente-quatrième (1re de la Qualification pour la Division IIB)
- 2020 — Trente-quatrième (6e de Division IIB)
- 2021 — Pas de compétition en raison de pandémie de coronavirus [3].
- 2022 — Ne peut participer à cause de l'invasion Russe

Note :  Promue ;  Reléguée

### Classement mondial
| Année     | Rang       | Points     | Progression |
| --------- | ---------- | ---------- | ----------- |
| 2003-2018 | Non classé | Non classé | Non classé  |
| 2019      | 39         | 440        | Entrée      |
| 2020      | 39         | 790        | ±0          |
| 2021      | 38         | 945        | +1          |